# 摇摇车

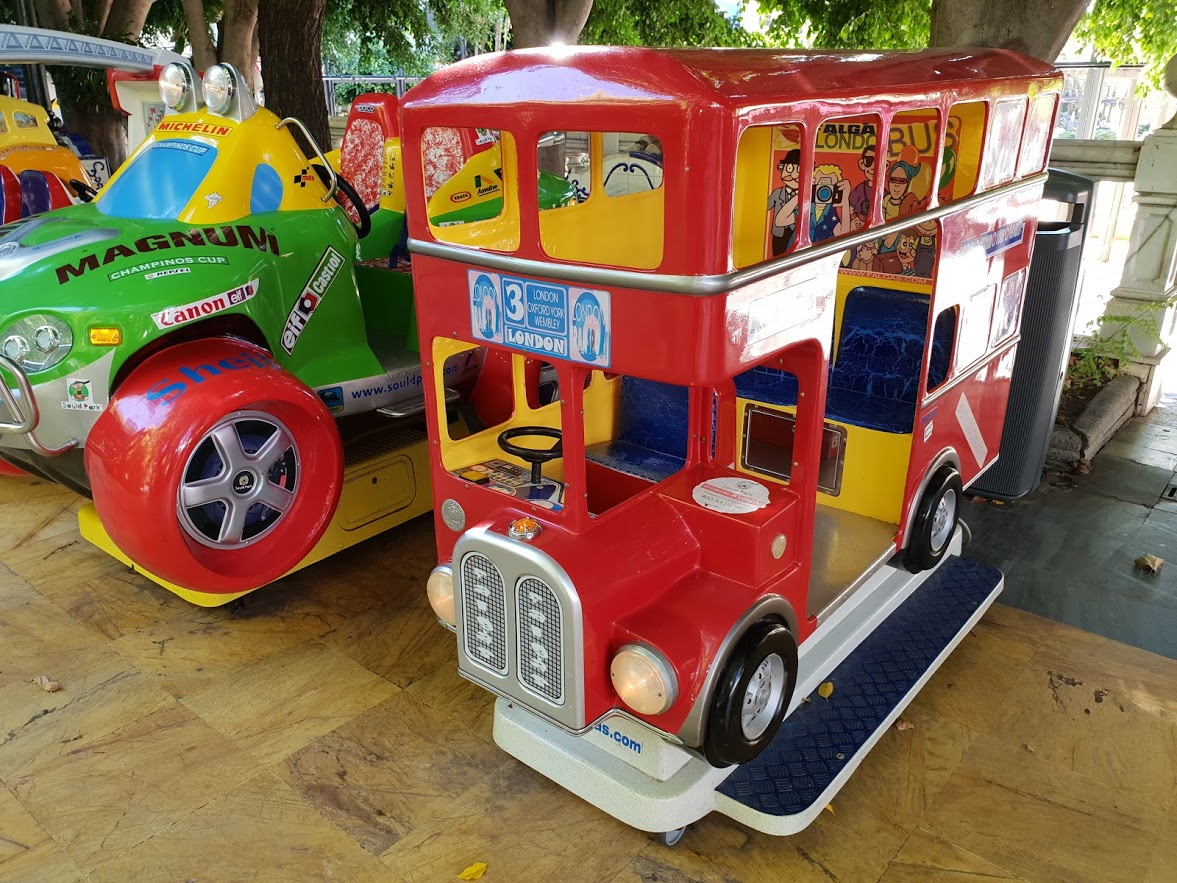
一辆拍摄于在西班牙马贝拉市的巴士型摇摇车。

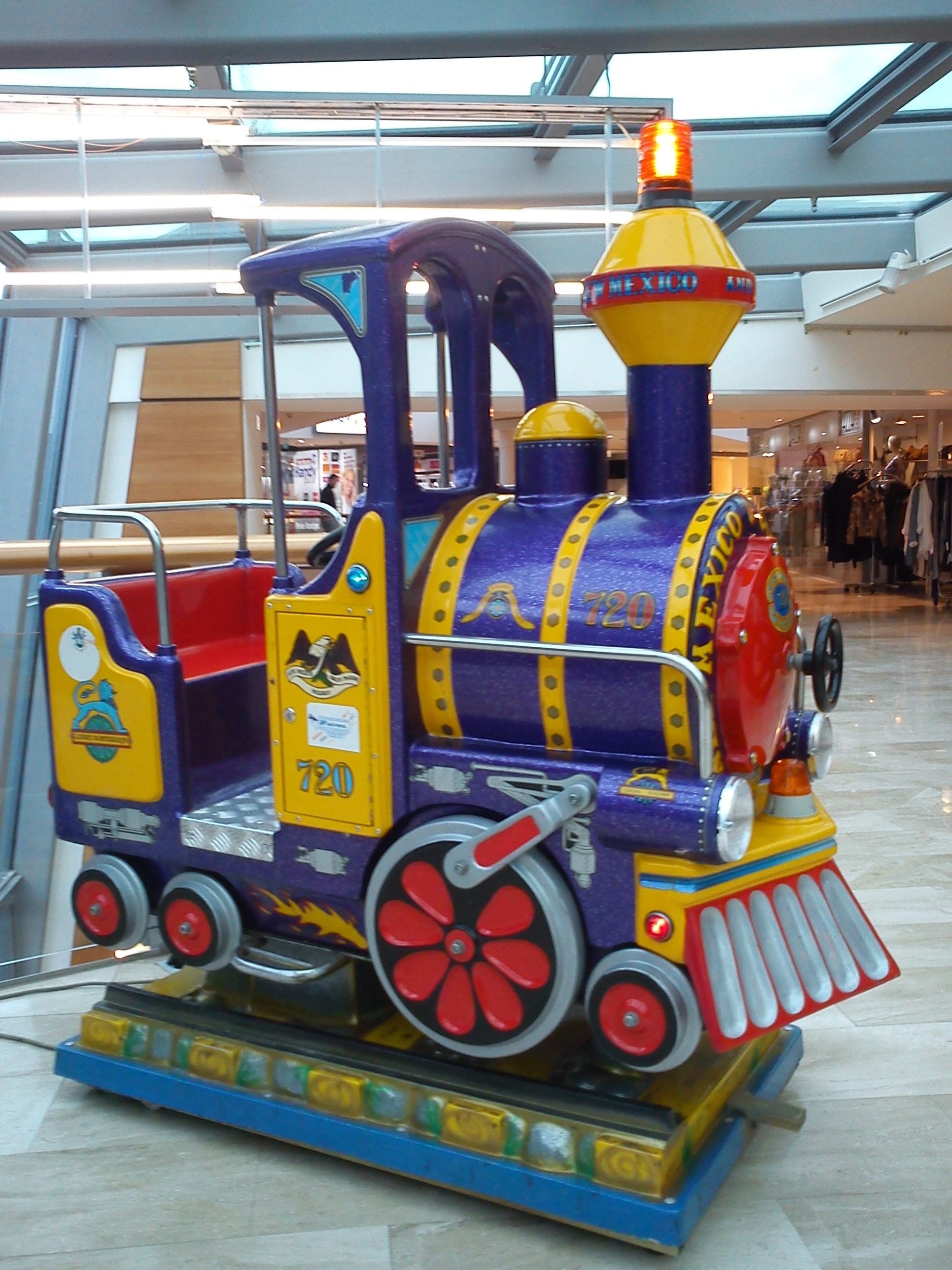
一辆火车型摇摇车

摇摇车（英语：kiddie ride）是一种供儿童短时间乘坐的投币式电动摇摆设备，常见于商场、超市、酒店等休闲场所。与大型游乐设施相比，它的动作幅度和速度都较缓和，外形多仿照汽车、火车、动物或卡通人物。大多数摇摇车配有音乐和灯光效果，并可调节音量；投币启动后，座椅缓慢地上下或左右摇动，为儿童提供几分钟的娱乐体验。近年来，一些摇摇车引入扫码支付和互动屏幕，形成用户扫码启动、运营方后台管理的新经营模式。

## 历史
投币式摇摇车诞生于20世纪初。美国发明家詹姆斯·奥托·哈斯（James Otto Hahs）1930年为孩子设计了第一台“机械马”摇摇车，并将其商业化推广。这种设备很快在美国流行，1953年《Billboard》杂志称摇摇车为当年增长最快的行业。早期摇摇车以木质或铝制马匹为主，随后逐渐采用玻璃纤维和塑料材料。
现代意义上的摇摇车在20世纪末由台湾传入中国大陆，1982年迪士尼推出的动漫联名款摇摇车使这种儿童娱乐设施在内地商场和街头迅速普及。2017年后出现了所谓“共享摇摇车”的经营模式：用户通过扫描二维码启动设备，运营商通过后台系统监控设备状态并在屏幕上投放广告。

## 音乐
早期的摇摇车往往没有配乐，车辆造型的机型可能只发出模拟发动机的声响。随着技术进步，一些机型内置简单的集成电路，循环播放一段旋律或童谣；更先进的机型则配有磁带机或类似 MP3 播放器的数字音频装置，可以播放多首歌曲并可更换内容。大多数摇摇车的配乐以儿歌和授权角色的主题曲为主，也有少数私人购买的机型播放流行音乐或自定义的音源。为了延长乘坐者的兴趣，有的摇摇车每次启动时会随机更换旋律；获得授权的主题机型则通常播放相应节目的主题曲，例如托马斯小火车摇摇车播放《托马斯和朋友》的主题曲，消防员山姆摇摇车播放对应动画的主题曲。有些摇摇车不播放音乐，而是讲述简短故事并配以背景音乐。

## 现代摇摇车及其安全措施
近年来的摇摇车在安全性和操作方式上比早期产品更为先进。投币或扫码后，设备通常要求乘坐者或陪同者按下启动按钮，以便乘坐者在启动前坐稳。部分机型在启动前会播放提示语，结束时也会播放提示音，告知乘坐已结束。
为了保障儿童安全，这类设备常配备以下功能：
- 停止或暂停按钮，便于乘坐者重新调整坐姿，必要时可安全离开；
- 障碍物传感器，检测座舱周围是否有物体阻碍运转，必要时自动停止；
- 载重传感器，超出设计重量时自动停机；
- 缓慢的起停动作，以免惊吓年龄较小的儿童。

在吸引注意方面，现代摇摇车常结合闪光灯效、音乐、语音故事，甚至内置小型显示屏，提供简单的互动动画或广告内容。而一些老旧或成本较低的设备仍然缺乏这些功能。

## 受欢迎的原因
多篇媒体报道和研究指出，摇摇车的吸引力来自多方面因素：
- 生理机制：研究表明，婴儿在轻轻摇动中会出现心率下降、情绪安稳等反应，这种与安全感关联的摇摆体验可能延续到幼年时期[2]。

- 感官刺激：摇摇车通常配备灯光与音乐，有媒体指出，这类多感官刺激会增强儿童的注意力和参与意愿[3]。

- 怀旧情结：部分评论文章认为，摇摇车在成人群体中也能引发童年回忆，成为文化记忆的一部分[4]。

## 常见主题

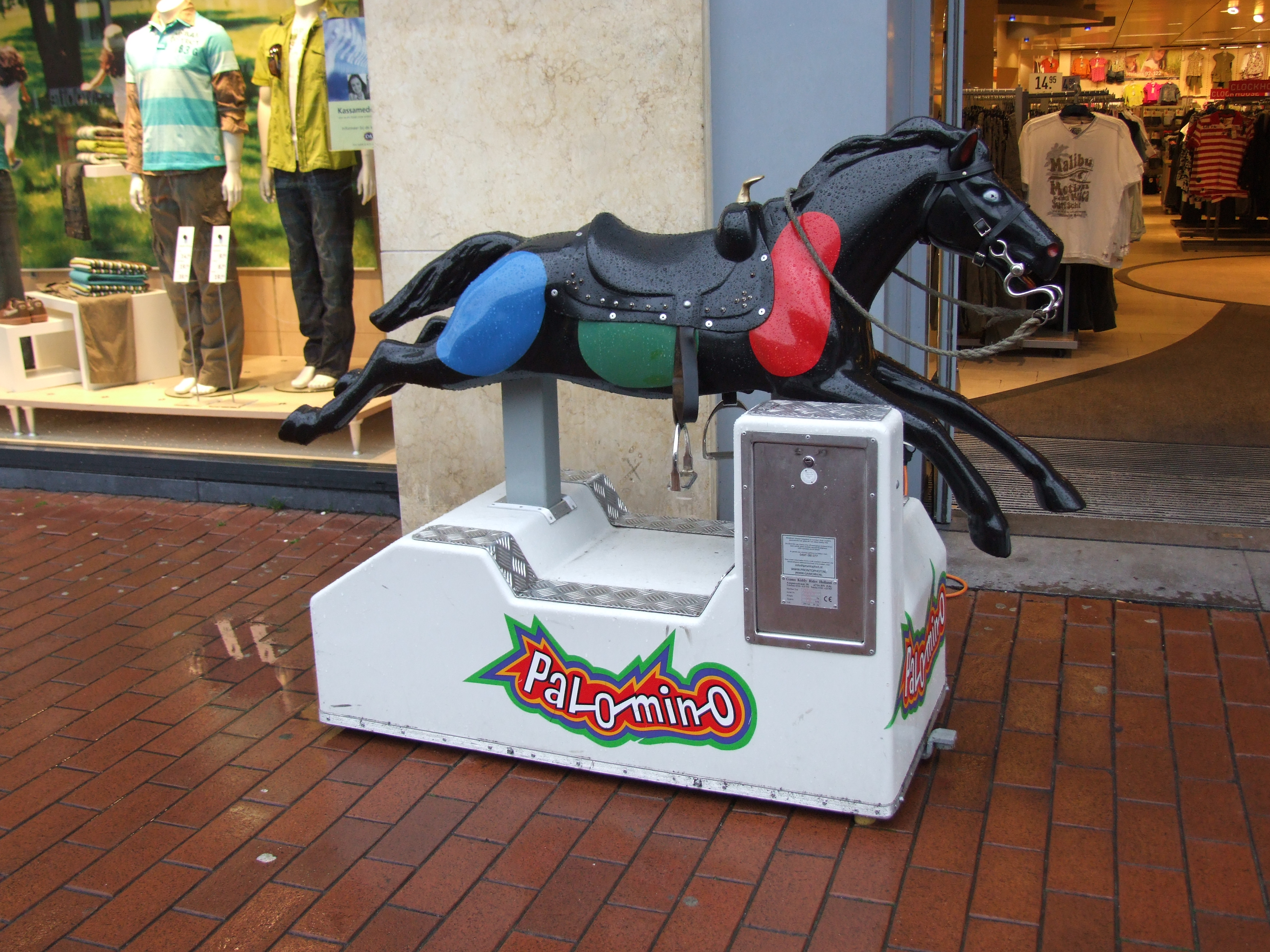
投币骑马式摇摇车

摇摇车的造型多样，常见主题包括汽车、卡车、巴士、火车、飞机、摩托车等各类交通工具，也有马、兔子、海豚、恐龙等动物形象，或以卡通角色为主题的造型。配以鲜艳的颜色和装饰，这些造型有助于吸引幼龄儿童的注意。

## 摇摇车的类型

### 轨道型摇摇车
这类摇摇车通常采用小型火车等轨道车辆的形式，可容纳两三名儿童；较大的版本则适合年纪稍大的儿童。常见造型除了火车，也有以马、青蛙等动物为主题的轨道型游乐设施。

### 微型摩天轮摇摇车
这种设备配有安全座椅，大多数为带安全带的椅子，也有仿照车辆或动物的座舱。微型摩天轮以中速顺时针或逆时针旋转，儿童通常面向前坐着。

### 小转马摇摇车

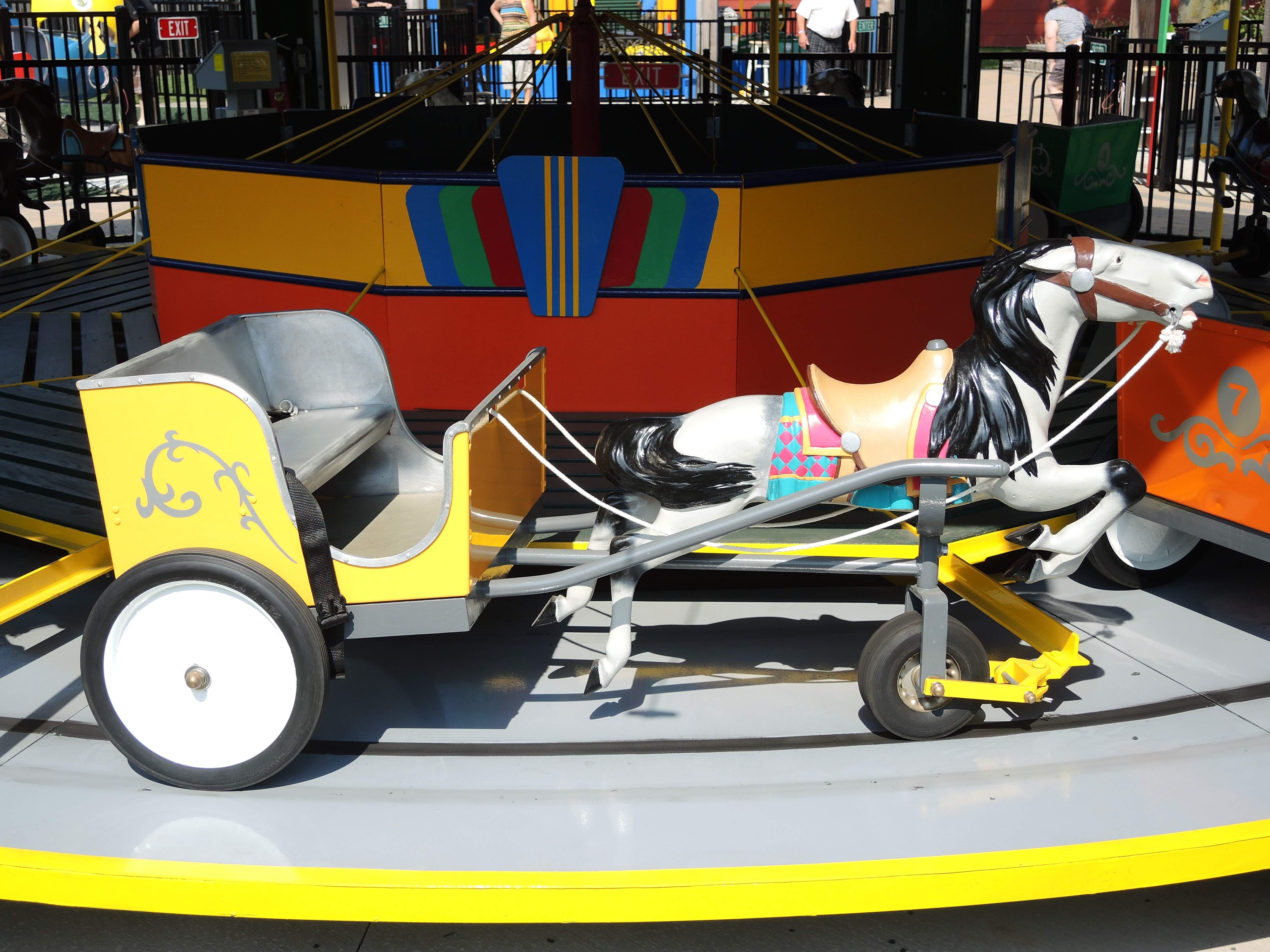
孩子们在 Herschell Carrousel 工厂博物馆玩赛车游戏

迷你转马是常见的摇摇车类型，通常设有投币装置。个别获授权的型号会以动画角色为主题，例如托马斯小火车旋转木马，但这类授权机型并不常见。

### 液压型摇摇车
液压型摇摇车安装在液压臂上，启动后可进行升降。乘坐者可通过上/下按钮或操纵杆控制高度，获得类似飞行的体验。

### 经典摇摆型摇摇车

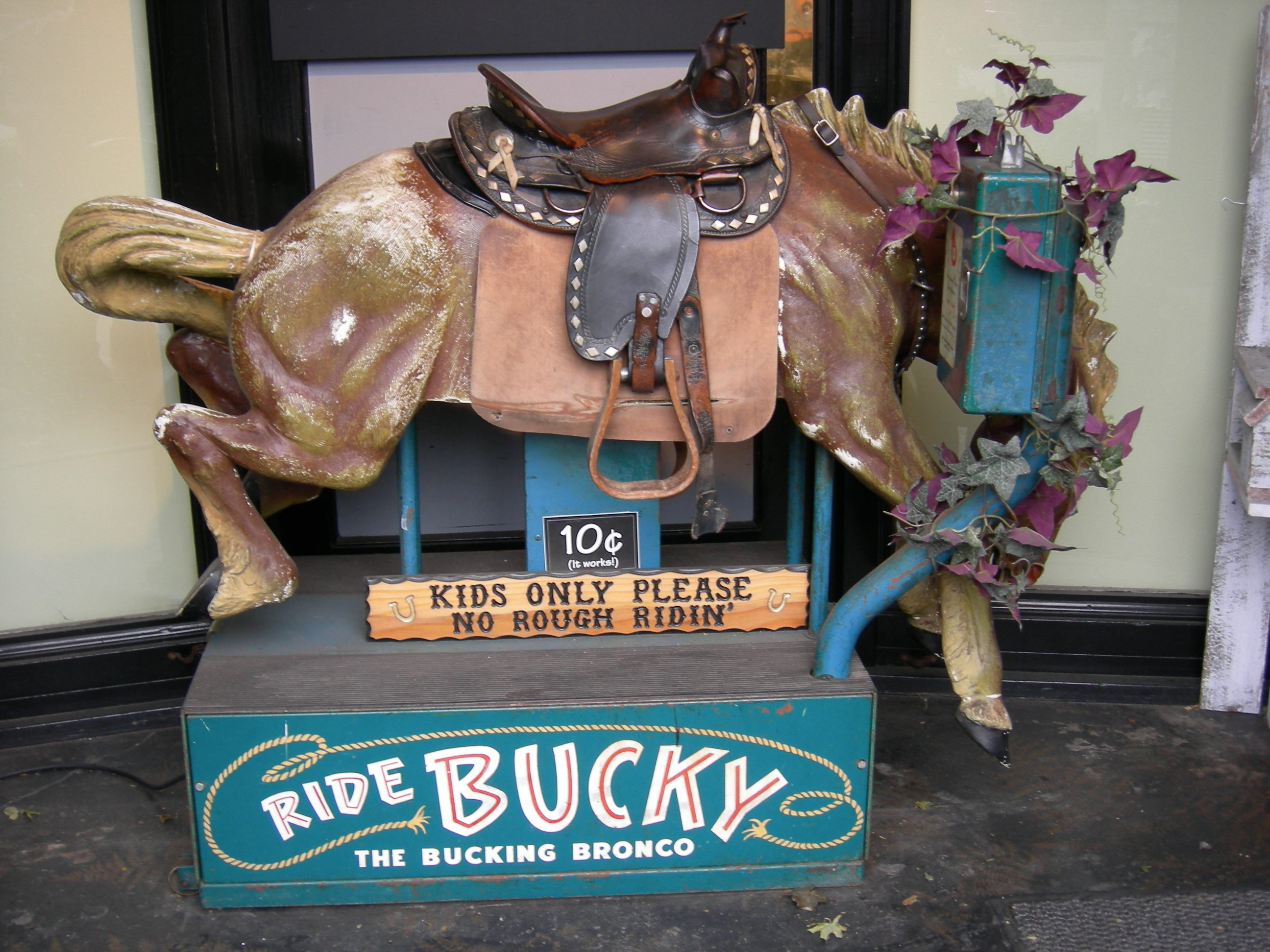
一台典型的投币式摇摇马。

经典摇摆型是最普遍的摇摇车，外形通常模仿动物或交通工具，启动后上下或左右摇动，有些甚至会滑动。电机通常隐藏在底座内。知名例子包括仿真马“Pony Express”及 Amutec 和 ICE 等公司推出的小型儿童过山车。。

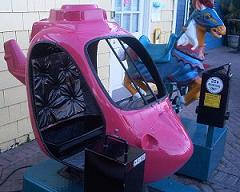
一辆直升机摇摇车

### 自由活动型摇摇车
这种摇摇车常以动物或车辆为造型，可以自由移动，在亚洲尤其是中国较为常见。投币后可随时乘坐，不同于游乐场中的碰碰车，这类设备使用电池供电，无需依靠架空电网。

### 跷跷板摇摇车
这类设备模仿跷跷板，通常仅供一人使用，另一端装饰有卡通人物，通过上下摆动形成互动。

### 混合型视频游戏摇摇车
混合型设备将摇摇车与街机视频游戏结合，配有显示器和按钮。当屏幕上的动画进行时，设备会随之启动或停止，乘坐者可以通过按钮与游戏互动。这类设备不同于模拟器，其游戏时间一般预设，不会因玩家操作而延长。

### 带版权角色的摇摇车
在一些较大的购物中心，可以看到以电影或动画人物为主题的摇摇车。这类设备因需支付角色授权费用以及音乐、音效的版税，成本远高于普通摇摇车，例如蝙蝠车主题的摇摇车等。  
由于皮卡丘、米老鼠、奥特曼等知名动漫形象的版权费用昂贵，一些商家使用未经许可的仿制品，这些仿制摇摇车在街头巷尾屡见不鲜。报道指出，许多山寨摇摇车模仿皮卡丘、哆啦A梦、奥特曼、米老鼠、Hello Kitty、喜羊羊等卡通形象，有的甚至将不同人物拼接并改名，以规避版权保护。在中国，官方授权的动漫形象版权金可达数千万元，这使得小型商业活动难以负担。在重视知识产权的地区，经营未经授权的仿制摇摇车可能会涉及法律风险。  

## 摇摇车和个人使用
大多数摇摇车用于商用，但也有个人用户出于怀旧或收藏目的购买摇摇车。美国厂商 Kiddie Rides USA 指出，摇摇车除了为儿童提供短暂娱乐外，也是一些成年人眼中的怀旧文化标志，有收藏者购买特定主题的摇摇车作为装饰或纪念。
有心理学研究指出，部分自闭症成年者具有高度集中的“特殊兴趣”，而注意缺陷多动障碍患者则可能经历持续数小时的“超专注”状态，这些兴趣和专注不仅为他们带来情绪调节和快乐，也会让他们偏好特定对象或活动。因此，也有学者指出，一些神经多样群体可能将儿童游乐设施视作兴趣主题的一部分，出于收藏或嗜好而购买或反复使用摇摇车。这类特殊兴趣的动机与成年自闭症者的主观幸福感呈正相关。。

## 健康影响
一些健康科普资料指出，摇摆运动是一种前庭刺激。职业治疗师强调，适度的前庭活动（如滑梯、摇摆器）有助于发展儿童的协调与运动计划，并能使神经系统保持兴奋或镇静，促进学习和社交互动。此类活动还被认为能改善平衡、注意力和执行任务的能力。
然而，过强的声音和过大的摇摆幅度则可能对神经系统产生不利影响。湖北省卫生健康委员会的科普文章指出，许多摇摇车在嘈杂环境中播放音乐，其声音常超过80分贝，有些甚至超过100分贝。若儿童长时间处于这种高噪音环境中，可能出现头晕、耳鸣、情绪紧张、乏力和记忆力减退，严重者甚至导致听力下降。文中建议，家长应选择相对安静的场所，调低音量，并控制使用时间在一小时以内。
一些医学和设计研究指出，自闭症及注意缺陷多动障碍群体往往存在视觉、听觉和前庭系统的超敏或迟钝反应，这些感官差异可影响其在公共空间的体验和心理健康。明亮的灯光、重复的音乐与摇摆运动等刺激可能使他们感到不适或焦虑，这意味着普通的摇摇车环境对于某些神经多样人士并不友好。相关研究还建议，在主题公园或商场为神经多样人群设置安静休息区和感官适配设施，以减少噪音与灯光干扰，从而让自闭症和ADHD患者能够安全、舒适地使用摇摇车等儿童娱乐设备。